# Lübecker Ruder-Klub
Der Lübecker Ruder-Klub e. V. (LRK) ist ein 1907 gegründeter Rudersportverein aus Lübeck.

## Geschichte
Der Lübecker Ruder-Klub wurde am 28. März 1907 von 27 Mitgliedern gegründet. Sie spalteten sich aus der Lübecker Ruder-Gesellschaft von 1885 (LRG) ab, die ihrerseits im Jahre 1885 aus der Lübecker Turnerschaft, die 1884 ihre Ruderriege auflöste, heraus gegründet wurde. Der neue Klub wollte sich unter Ruderwart Hans A. Hansen verstärkt dem Regatta- und Wettkampfrudern zuwenden und erhielt von der Stadt einen leeren Holzschuppen am Bahndamm, der heutigen Possehlstraße, als Bootslager. Den jungen Klub traf der Krieg 1914 schwer, denn wohl alle Mitglieder waren wehrpflichtig, der Verlust war groß. 1918 begannen die Heimgekehrten erneut mit Erfolg, denn 1922 gewann der Klubachter die Deutsche Ruder-Meisterschaft.
Am 24. April 1938 wurde die Katharineum Ruderriege, die vor der Übernahme durch die Marine-Hitler-Jugend stand, als Jugendabteilung K. in den Lübecker Ruder-Klub aufgenommen. Durch diese Maßnahme konnte die demokratische Struktur der Ruderriege auch im Dritten Reich erhalten bleiben.
In den 1970er Jahren wurde die Trainingsgemeinschaft Lübecker Ruder-Klub/Katharineum-Ruderriege gegründet. Dadurch wurde es den Schülern des Katharineums ermöglicht, im Lübecker Ruder-Klub zu trainieren und auch auf großen Regatten Erfolge einzufahren. Zu diesen Erfolgen zählt die Vertretung des Deutschen Ruderverbandes (DRV), sowie mehrere Deutsche (Jahrgangs-)Meisterschaften. Da dieses Konzept sehr erfolgreich war, wurde es als „Lübecker Modell“ in ganz Deutschland bekannt.
Der Lübecker Ruder-Klub ist ein reiner Herren-Ruderverein. Allerdings besteht eine sehr gute Zusammenarbeit auf allen Ebenen mit dem Lübecker Frauen-Ruder-Klub, der seit seiner Gründung 1919 im selben Bootshaus beheimatet ist. Die Trennung hat also hauptsächlich eine historische Bedeutung und stellt eine Besonderheit dar, da es in Deutschland nur noch sechs Herren-Rudervereine gibt.
Eine weitere Besonderheit ist die Schreibweise von „Klub“ mit „K“. Dieses zeigt deutlich, dass man sich in der damaligen Zeit von den elitären englischen „Rowing Clubs“ absetzen wollte.

## Lage des LRK
Seit 1908 befindet sich das Bootshaus des LRK am Elbe-Lübeck-Kanal mit Blick auf den Lübecker Dom. Durch die Lage in Sichtweite von Trave, Stadtgraben und Elbe-Lübeck-Kanal sind verschiedene Rudertouren rund um die historische Lübecker Altstadt möglich, die insbesondere für auswärtige Besucher reizvoll sind.
Landschaftlich attraktiv sind die Touren auf der Wakenitz. Mit geringem Aufwand kann diese Tour über den Ratzeburger See bis zum Schaalsee fortgesetzt werden.

## Geselligkeit
Neben der Förderung der Jugend und des Rudersports ist auch die Förderung der Geselligkeit in der Vereinssatzung festgeschrieben. Neben dem Stiftungsfest und der Siegesfeier (zusammen mit dem Lübecker Frauen Ruder-Klub), zieht vor allem die Weihnachtsfeier jedes Jahr Klubkameraden und Gäste aus ganz Deutschland nach Lübeck.